# Elaeagnus obtusa
Elaeagnus obtusa là một loài thực vật có hoa trong họ Elaeagnaceae. Loài này được C.Y.Chang mô tả khoa học đầu tiên năm 1984.